# Этингоф, Наталья Борисовна
Наталья Борисовна Этингоф (1913—2012) — советский театральный деятель, режиссёр.

## Биография
Родилась в 1913 году в Петрограде в семье профессионального революционера Бориса Евгеньевича Этингофа. Детство и юность прошли в Тифлисе.
С 1929 года жила в Москве, была выпускницей первого режиссерского курса ГИТИСа. Работала в Малом театре ассистентом режиссёра, затем работала в Архангельске, позже была художественным руководителем ТЮЗа в Ярославле и Костроме (1938—1940). Во время сталинских репрессий отец был исключён из партии, а Наталья — из комсомола. Семья еле сводила концы с концами.
В годы Великой Отечественной войны всей семьёй эвакуировались в Свердловск. Вернувшись в Москву после войны, Наталья Этингоф поступила в аспирантуру ГИТИСа, где училась и преподавала режиссуру. Вновь попала под репрессии в связи с кампанией по борьбе с космополитизмом, потеряла работу и в 1948 году вместе с мужем Семёном Айнбиндером и двумя детьми переехала в Ригу. Здесь работала режиссёром в рижском ТЮЗе, руководила молодёжными театральными студиями города.
С 1993 года Н. Б. Этингоф жила в Иерусалиме вместе со своей дочерью — Марией Айнбиндер. Писала мемуары. Умерла 20 февраля 2012 года.
Двоюродный брат — историк Л. А. Ельницкий.
Написала книгу "Театральные истории". Записки режиссера. Москва, Издатель И.В. Балабанов (2010), 248 с.